# 文蒙铁路
文蒙铁路是中华人民共和国云南省的一条铁路。该线路东起玉河铁路红河站，增设二线并行至蒙自站，到西面文山市的终点站文山站，全长116公里，设计时速160公里。文蒙铁路于2024年1月30日正式动工。